# Fausto Pinto
Fausto Manuel Pinto Rosas, noto solo come Fausto Pinto (Culiacán, 8 agosto 1983), è un ex calciatore messicano, di ruolo centrocampista.

## Palmarès

### Club

#### Competizioni nazionali
- Campionato messicano: 4

Pachuca: Invierno 2001, Apertura 2003, Clausura 2006, Clausura 2007

#### Competizioni internazionali
- CONCACAF Champions' Cup: 3

Pachuca: 2002, 2007, 2008
- Coppa Sudamericana: 1

Pachuca: 2006
- SuperLiga nordamericana: 1

Pachuca: 2007